# Antonio Giuffrè
Antonio Giuffrè oder auch Antonello Giuffrè, Antonello de la Re oder Antonio Jufre (* 1493 in Messina; † 1543 ebenda) war ein Maler der Renaissance Ende des 15. Jahrhunderts.

## Leben
Antonio Giuffrè war ein vorwiegend in Messina tätiger Maler aus der Nachfolge des Antonello da Messina und damit wahrscheinlich aus dem engsten Umkreises von Antonello und Pietro de Saliba. Ihm werden unter anderem zwei Bilder, eine „Verkündigung“ und ein „Heiliger Nikolaus mit Szenen aus seinem Leben“ in der Citta Bassa in Milazzo zugewiesen. Am 15. Oktober 1493 findet sich in einer Urkunde ein Eintrag: „Magister Juffre du Re pictor civis nobilis civitatis Messanae“ und der Kunsthistoriker Bernd Curt Kreplin vermutete daher, dass dieser mit Antonio Giuffrè identisch sei, der die Vergoldung und Bemalung einer Altartafel mit einer Madonna mit 2 Heiligen und Verkündigung (verschollen) übernahm. Des Weiteren findet sich der Name „Magister Antonellus de lu Re“ in einer Urkunde aus Messina aus dem Jahr 1510. Giuffrè wird auch unter dem ursprünglichen Namen Juffré geführt.
Ein ihm zugeschriebenes Gemälde, das ursprünglich ein Teil eines Triptychons war, zeigt die italienisch Visitazione tra i ss. Giuseppe e Zaccaria für eine Kirche in Taormina.